# ألبيرا ليغوري
ألبيرا ليغوري (بالإيطالية: Albera Ligure)‏ هي بلدية في مقاطعة ألساندريا في إقليم بييمونتي في إيطاليا.

## السكان
تطور النمو السكاني لـ ألبيرا ليغوري